# Natthapat Makthuam
Natthapat Makthuam (thailändisch ณัฐภัทร มากท้วม; * 10. Januar 2005) ist ein thailändischer Fußballspieler.

## Karriere

### Verein
Natthapat Makthuam erlernte das Fußballspielen in der Khlong Khon Academy in Samut Songkhram. Seinen ersten Vertrag unterschrieb er am 1. Juni 2023 beim Police Tero FC. Der Verein aus der Hauptstadt Bangkok spielt in der ersten Liga. Sein erstes Pflichtspiel bestritt er am 1. November 2023 im Pokal. Hier kam er in der zweiten Runde bei der 2:1-Niederlage gegen den PT Prachuap FC zum Einsatz. Sein Erstligadebüt gab Makthuam am 6. November 2023 (10. Spieltag) im Heimspiel gegen den Lamphun Warriors FC. Bei dem 2:2-Unentschieden stand er in der Startelf und spielte die kompletten 90 Minuten. Am Ende der Saison 2023/24 belegte er mit Police Tero den 15. Tabellenplatz und musste somit in die zweite Liga absteigen. Nach insgesamt 23 Ligaspielen für Police wechselte er im Januar 2025 zum Erstligisten Khon Kaen United FC. Am Ende der Saison 2024/25 wurde er mit Khon Kaen Tabellenletzter und musste somit in die zweite Liga absteigen.

### Nationalmannschaft
Natthapat Makthuam spielt seit 2024 für die thailändische U23-Nationalmannschaft.